# Virtua Quest
Virtua Quest est un jeu vidéo de type action-aventure et beat them all développé par AM2 et TOSE, édité par Sega, sorti en 2004 sur GameCube et PlayStation 2.

## Accueil
- IGN : 6,6/10[1]